# 春鱂
春鱂為輻鰭魚綱鯉齒目鯉齒亞目鯉齒鱂科的其中一種，被IUCN列為極危保育類動物，分布於中美洲墨西哥Yucatán-Quintana Roo流域，體長可達4公分，生活習性不明。

## 擴展閱讀
維基物種上的相關：春鱂